# FIDYST
FIDYST (Fiber Dynamics Simulation Tool) ist eine proprietäre Software des Fraunhofer ITWM zur Simulation von Filamenten und Fasern in turbulenten Strömungen. Der Name FIDYST ist ein Akronym und leitet sich von Fiber Dynamics Simulation Tool ab.

## Entstehung
1995 startete am Fraunhofer ITWM ein Forschungsprojekt zur Simulation der Papierführung in einer Druckmaschine. Der Papierflug in der Druckmaschine kann als zweidimensionales gekoppeltes Fluid-Struktur-Interaktionsproblem betrachtet werden. Zur Beschreibung der Dynamik des Papierbogens verwendete das Fraunhofer ITWM Schalenmodelle aus der Kontinuumsmechanik, die gleichwertig zu Rod-Modellen für die Filamentdynamik sind. Um Produktionsprozesse für Vliesstoffe simulieren zu können, entwickelte das Fraunhofer ITWM die Cosserat-Rod Modelle zur Beschreibung der Filamentdynamik in turbulenten Luftströmungen weiter. Die Praxistauglichkeit bewies FIDYST 2007. Beim EDANA Symposium 2007 stellte die Firma Oerlikon Neumag eine Technikumsanlage vor, bei der auf Basis der FIDYST-Simulationen verbesserte Festigkeitswerte bei den produzierten Vliestoffen erreicht wurden. Seit 2010 ist FIDYST kommerziell verfügbar. 2012 erfolgte die Umstellung von C auf C++. Seit 2014 beherrscht FIDYST nicht nur die Simulation von Filamenten in Strömungen, sondern auch deren Kontakt mit Maschinenbauteilen. Neuestes Modul in FIDYST sind Stapelfasern.

## Einsatz
Mit FIDYST kann ganz allgemein die Dynamik von elastischen, linienförmigen Objekten in Strömungen simuliert werden.  Daher gibt es ein breites Spektrum von Einsatzgebieten für dieses Softwaretool, besondere Bedeutung hat FIDYST jedoch im Bereich des textilen Maschinenbaus und der Produktion von technischen Textilien erlangt.
Mit FIDYST werden
- Spunbond-Prozesse,
- Meltblown-Prozesse und
- Airlay-Prozesse

simuliert. Die Simulationen der Filament- bzw. Faserdynamik kann dann dazu genutzt werden, die Geometrie der Anlage und die Prozessparameter zu optimieren. Ziel der Optimierung ist eine verbesserte Qualität der Vliesstoffe bei reduzierten Energie- bzw. Materialkosten.
FIDYST läuft unter Windows und Linux.